# Jafre
Jafre es un municipio y localidad española de la provincia de Gerona, en la comunidad autónoma de Cataluña. El término municipal, ubicado en la comarca del Bajo Ampurdán, tiene una población de 387 habitantes (INE 2024).

## Geografía
Está situado al norte de la comarca, en la orilla izquierda del río Ter.

## Historia
La localidad aparece documentada desde el año 895. A mediados del siglo XIX, el lugar tenía contabilizada una población de 220 habitantes. La localidad aparece descrita en el noveno volumen del Diccionario geográfico-estadístico-histórico de España y sus posesiones de Ultramar de Pascual Madoz de la siguiente manera: 

JAFRA: l. con ayunt. en la prov., part. jud. y dióc. de Gerona (5 leg.), aud. terr., c. g. de Barcelona (24): sit. en terreno llano, á la marg. izq. del r. Ter, con buena ventilacion y clima saludable; las enfermedades comunes son fiebres intermitentes. Tiene una igl. parr. (San Martin) de la que son anejas las capillas de la Font-Santa y de San Antonio, servida por un cura de ingreso, de provision real y ordinaria. El térm. confina con Colomés, Verges y Garrigolas. El terreno es llano, de buena calidad, fertilizado por las aguas del citado r.; le cruzan varios caminos locales, y prod. trigo, legumbres, vino y aceite; cria algun ganado, caza y pesca del Ter. pobl.: 57 vec., 186 alm. cap. prod.: 5.418,800. imp. 135,470.
(Madoz, 1847, p. 574)

## Demografía
Jafre cuenta con una población de 387 habitantes (INE 2024).

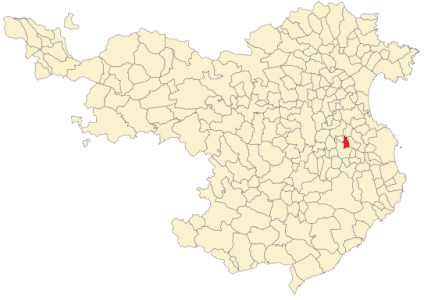
Situación de Jafre en la provincia de Gerona

| Gráfica de evolución demográfica de Jafre entre 1842 y 2021                                                                                                |
| |
| Población de derecho según los censos de población del INE Población de hecho según los censos de población del INEEn este censo se denominaba Jáfra: 1842 |

## Economía
Agricultura de regadío y de secano. Ganadería ovina y porcina e industria alimentaria.

## Patrimonio
- Ruinas del castillo de Jafre.
- Santuario de la Font Santa.
- Iglesia parroquial de San Martín,[1] de origen medieval, reconstruida en el siglo XVIII.
- Pou d'aigua calenta, pozo de agua termal sulfurosa.[n. 1]